# 馬田·泰萊
馬田·泰萊（英語：Martin Taylor，1979年11月9日—）是一名英格蘭已退役足球運動員，司職後衛。 
泰萊在布力般流浪展開足球事業，為母會上陣超過100場，亦曾被外借到達寧頓和史托港。效力布力般流浪期間曾為英格蘭U21上陣1場並贏得2002年英格蘭聯賽盃錦標。2004年泰萊轉投伯明翰城 ，逗留了六個年頭，期間曾被借用到诺里奇城短暫效力。2008年泰萊牽涉入阿仙奴球員伊度亞度·達施華的斷腳事件。當伯明翰城重返英超後泰萊未能躋身一隊，遂於2010年1月加盟英冠的屈福特，直到2012年夏季再轉投英冠升班馬錫周三。

## 生平

### 球會

#### 錫周三
2012年8月31日馬田·泰萊與新升英冠的錫周三簽署兩年合約，轉會費沒有透露。

## 榮譽
布力般流浪
- 英格蘭聯賽盃冠軍：2002年；

## 外部連結
- 足球数据库：馬田·泰萊的球员统计数据